# Cherisy
Cherisy és un municipi francès del departament de l'Eure i Loir i a la regió regió de Centre (França).